# Vestfold a Telemark
Vestfold a Telemark (norsky Vestfold og Telemark) je bývalý kraj (fylke) ve Východním Norsku. Začal fungovat 1. ledna 2020 sloučením dvou do té doby samostatných krajů Telemark a Vestfold. K reorganizaci územního uspořádání došlo na základě rozhodnutí norského parlamentu (Stortinget) ze dne 8. června 2017. Nově vzniklý kraj nesl názvy obou předešlých územně-správních celků vzhledem k tomu, že i Telemark, tak i Vestfold jsou svébytné historické regiony. Kraj Vestfold a Telemark byl zrušen ke konci roku 2023 a od 1. ledna 2024 byly obnoveny samostatný kraj Vesfold a samostatný kraj Telemark.
Kraj sousedil s kraji Agder, Vestland, Rogaland a Viken, na jihovýchodě byl vymezen vodní plochou Skagerrak.

## Obce
Kraj sestával z 23 obcí.
- Bamble
- Drangedal
- Fyresdal
- Færder
- Hjartdal
- Holmestrand
- Horten
- Kragerø
- Kviteseid
- Larvik
- Midt-Telemark
- Nissedal
- Nome
- Notodden
- Porsgrunn
- Sandefjord
- Seljord
- Siljan
- Skien
- Tinn
- Tokke
- Tønsberg
- Vinje

## Galerie

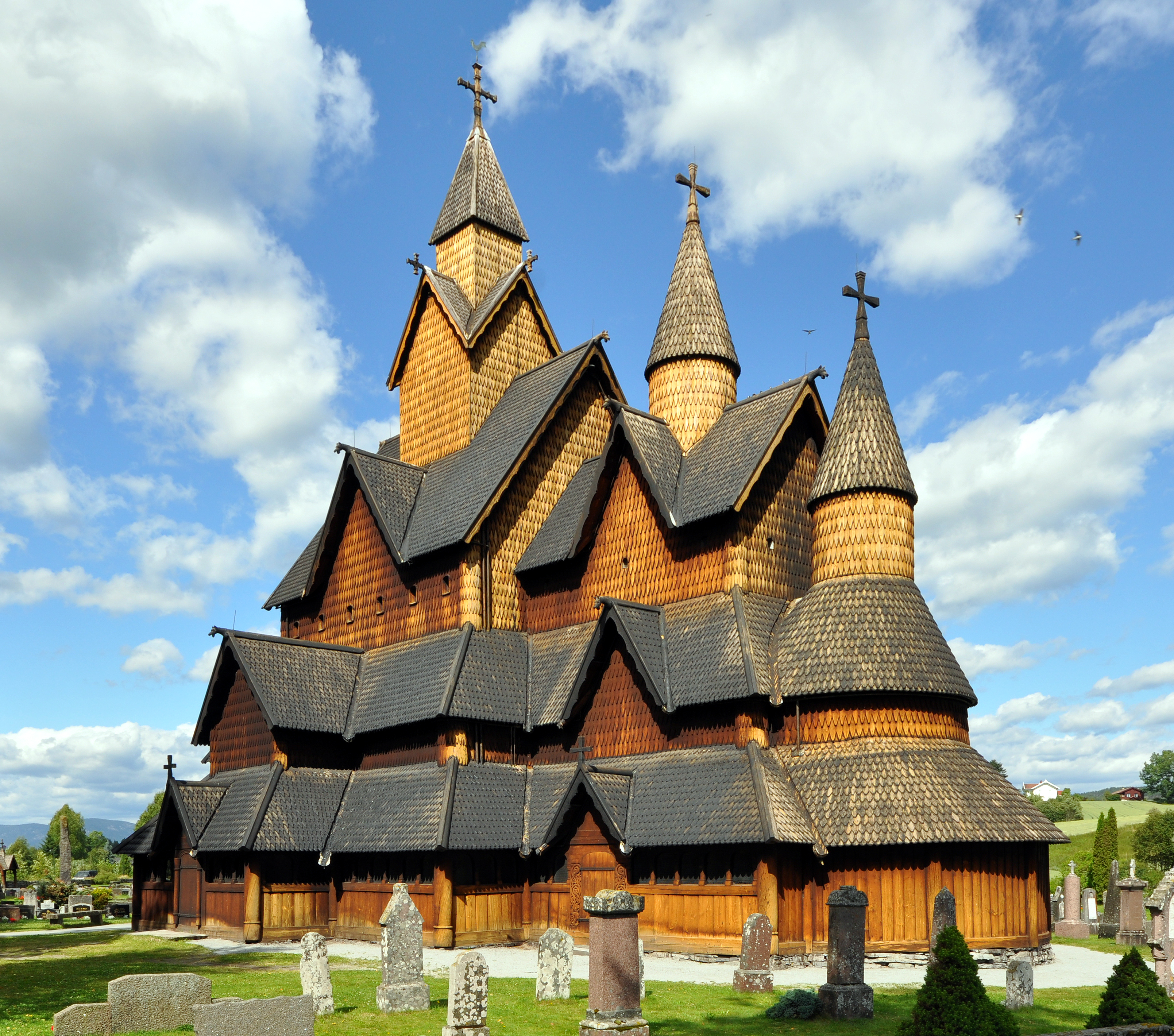
Dřevěný kostel Heddal Stave
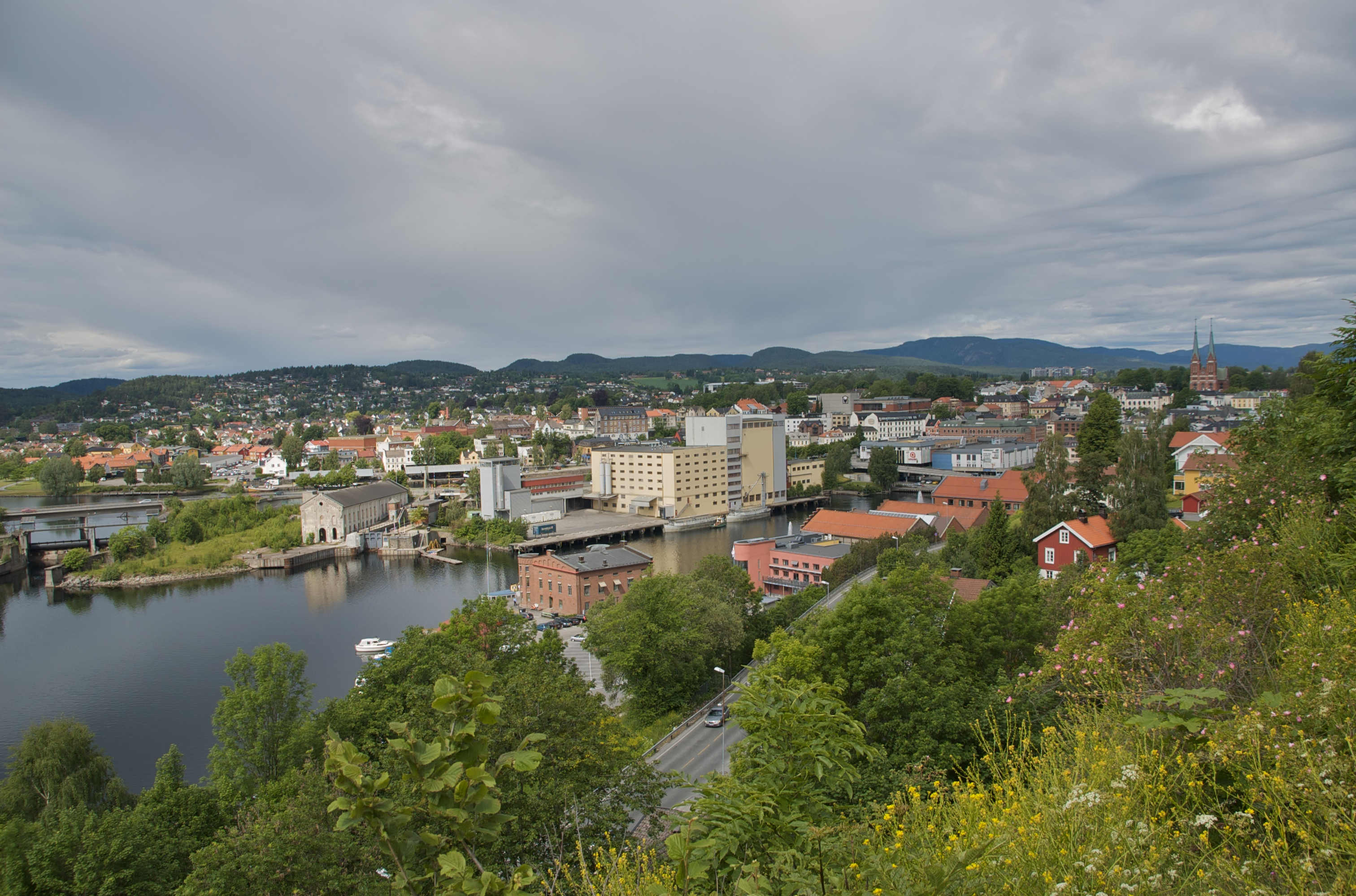
Město Skien
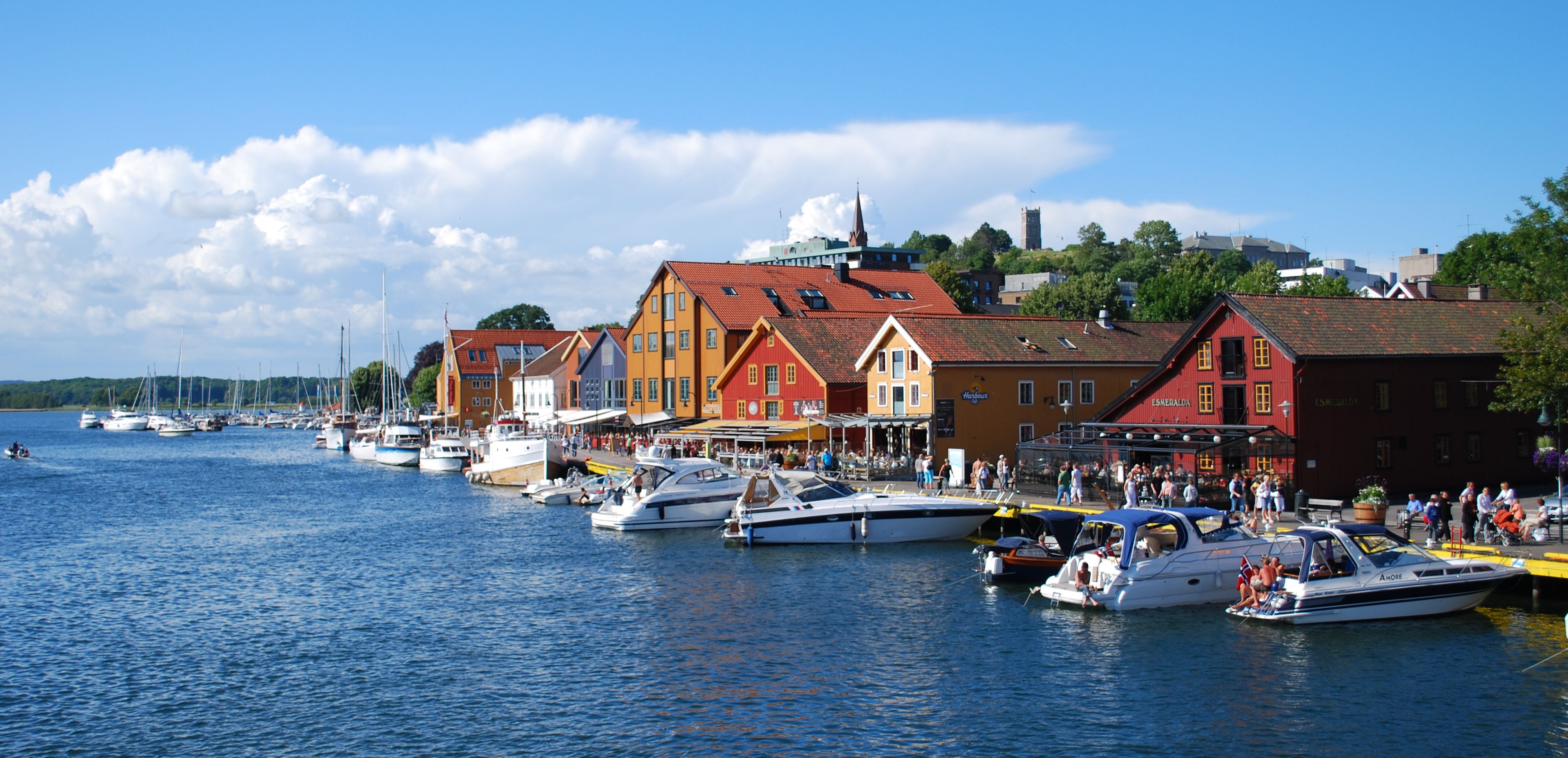
Město Tønsberg
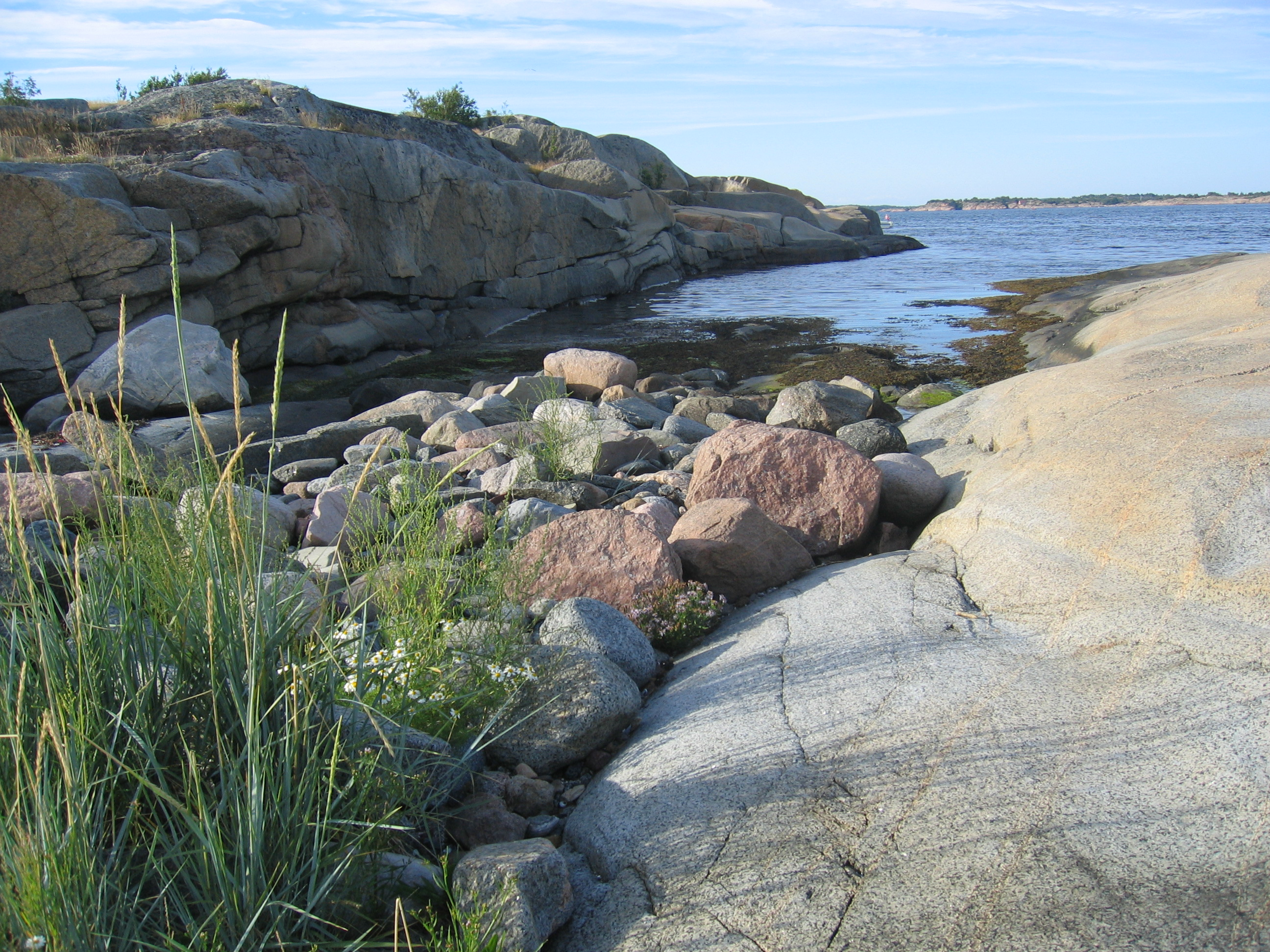
Pobřeží v národním parku Færder